# Heterorotula fistula
Heterorotula fistula är en svampdjursart som beskrevs av Volkmer och Motta 1995. Heterorotula fistula ingår i släktet Heterorotula och familjen Spongillidae. Inga underarter finns listade i Catalogue of Life.